# John Thomson (Maler)

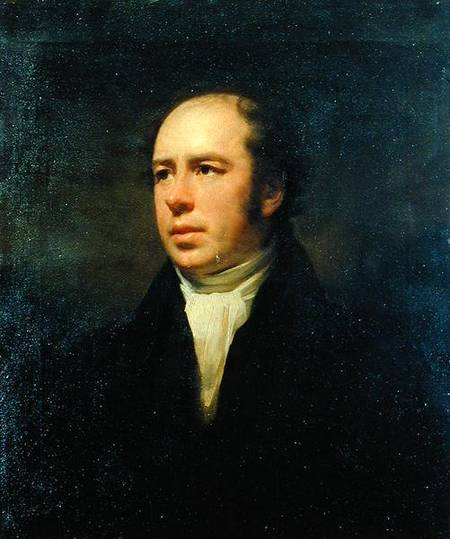
John Thomson, porträtiert von Henry Raeburn

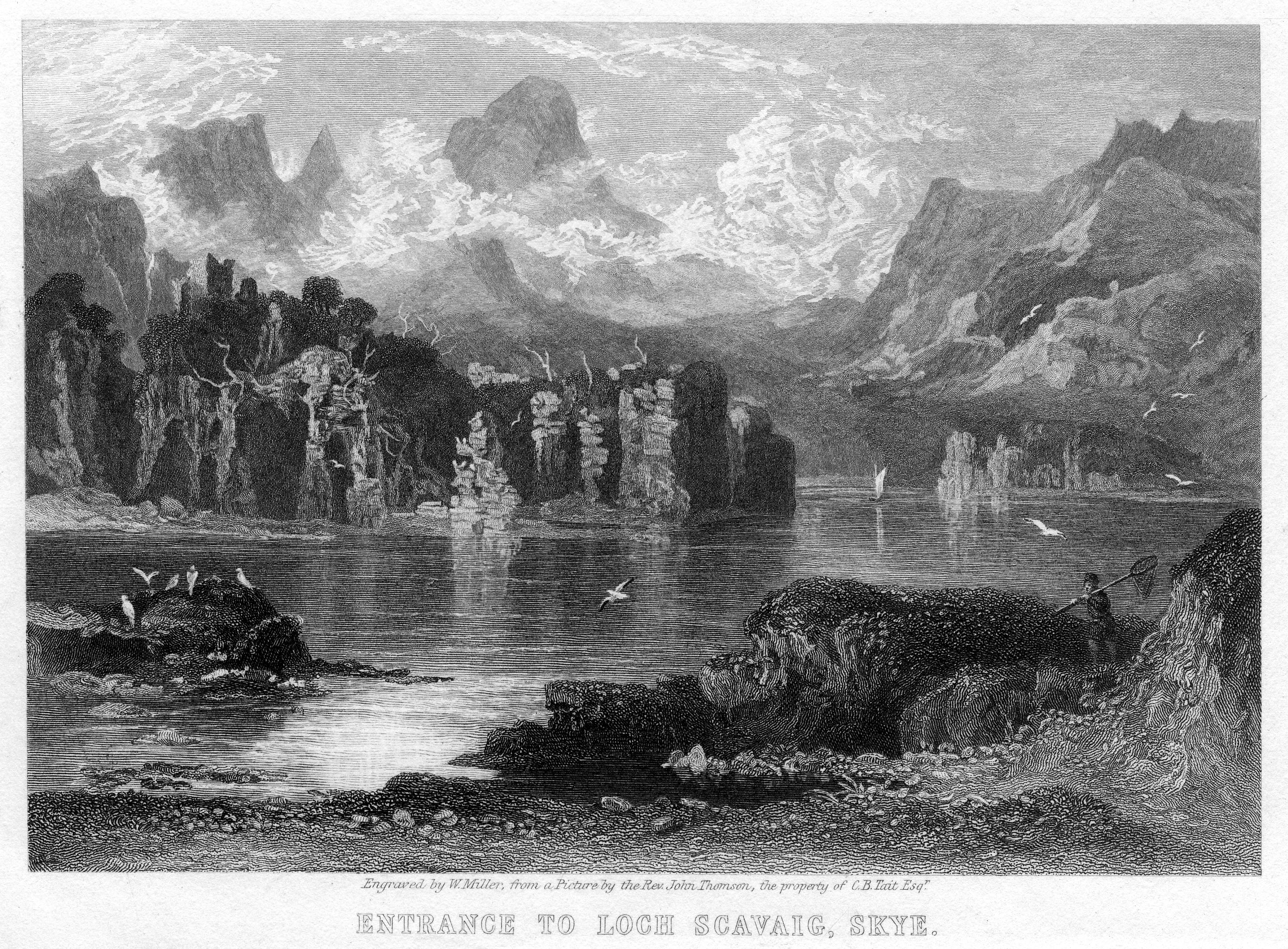
Loch Skavaig, Isle of Skye; Stich von William Miller nach Thomson

John Thomson (* 1. September 1778 in Dailly, Ayrshire; † 28. Oktober 1840 in Duddingston) war ein schottischer Landschaftsmaler und folgte seinem Vater als Gemeindepfarrer nach. 

## Leben
Thompson begeisterte sich von früher Jugend an für das Zeichnen und Malen. Inspiriert von der Schönheit Ayrshires entwickelte er dabei eine besondere Vorliebe für Landschaftsdarstellungen. Ab 1791 studierte er an der Universität Glasgow Jura und Theologie und setzte dann sein Studium für das geistliche Amt an der Universität Edinburgh fort. In seiner Zeit in Edinburgh fand Thomson Eingang in Künstlerkreise und machte so die Bekanntschaft von Sir Walter Scott und Alexander Nasmyth; letzterer gab ihm auch Unterricht. Nach dem Tode seines Vaters trat Thomson im Jahr 1800 die Nachfolge als Pfarrer von Dailly an. Später wurde er in die Gemeinde von Duddingston versetzt, wo er bis zu seinem Tode im Amt war. 
Ungeachtet seiner beruflichen Laufbahn beschäftigte sich Thomson weiterhin als Amateur mit der Malerei. Er hatte dafür ein eigenes Studio im sogenannten Duddingston Tower, der 1825 von der Duddingston Curling Society gebaut worden war. Der Umzug nach Duddingston ermöglichte es ihm, die Kontakte zur Edinburgher Kunstszene zu erneuern und sich künstlerisch weiterzuentwickeln. 
Thomson bevorzugte es, in freier Natur zu malen. Indem er populären Malern wie Gaspard Poussin, Henry Raeburn und William Turner nacheiferte, entwickelte er einen weitgreifenden romantischen Stil. Dabei zeitigte die zunehmende Anerkennung auch einen beachtlichen kommerziellen Erfolg. Zudem war er Ehrenmitglied der Royal Institution for the Encouragement of the Fine Arts in Scotland sowie der Royal Scottish Academy.